# Korbinian Hamberger
Korbinian Hamberger (* 1980 in Landsberg am Lech) ist ein deutscher Drehbuchautor.

## Leben
Korbinian Hamberger studierte Betriebswirtschaftslehre an der Fachhochschule Köln und schrieb schon während des Studiums für diverse Fernsehformate. 2013 nahm er an der renommierten University of California, Los Angeles an der internationalen Produzenten-Weiterbildung Professional Program in Producing teil. 2015 absolvierte er das Ausbildungsprogramm für Showrunner Serial Eyes an der dffb in Berlin. Im gleichen Jahr wurde er mit mehreren Förderungen für diverse persönlich entwickelte Projekte ausgezeichnet. 2020 wurde er zum Mentor für Drehbuchstudenten der Deutschen Film- und Fernsehakademie Berlin berufen. Während seiner Arbeit an Dahoam is Dahoam wurde die Serie 2010 mit dem Blauen Panther, dem Bayerischen Fernsehpreis ausgezeichnet.

## Filmografie (Auswahl)
- 2010–2019: Dahoam is Dahoam (Fernsehserie, über 200 Folgen)
- 2015: Sailor Moon Crystal (Fernsehserie)
- 2016: Die Abenteuer des jungen Marco Polo (Fernsehserie, 5 Folgen)
- 2016: Soko Wismar (Fernsehserie, 1 Folge)
- 2017: Just Push Abuba (Webserie, 1 Folge)
- 2017–2019: Soko München (Fernsehserie, 4 Folgen)
- 2021: Kitz (Fernsehserie, 1 Folge)
- 2022: KraNK Berlin (Fernsehserie, 2 Folgen)
- 2023: Watzmann ermittelt (Fernsehserie)